# Norman (film, 2017)
 (septembre 2017).
Si vous disposez d'ouvrages ou d'articles de référence ou si vous connaissez des sites web de qualité traitant du thème abordé ici, merci de compléter l'article en donnant les références utiles à sa vérifiabilité et en les liant à la section « Notes et références ».
Pour les articles homonymes, voir Norman.
Pour plus de détails, voir Fiche technique et Distribution.
Norman est un drame politique américano-israélien écrit et réalisé par Joseph Cedar, tourné en 2015 à New York, présenté en festivals en 2016 (à Telluride et à Toronto,), et sorti pour le grand public en 2017.
Les vedettes en sont Richard Gere dans le rôle titre, Lior Ashkenazi et Charlotte Gainsbourg.

## Synopsis
Norman Oppenheimer est un "fixeur" de New York qui gagne sa vie en arrangeant des contacts avec des personnalités importantes du monde politique ou des affaires.
Il rencontre un politicien israelien, Micha Eshel, et arrange une entrevue avec Arthur Taub, un homme d'affaires important. Il rencontre ensuite Alex Green, une enquêtrice israelienne, à laquelle il parle librement de son business et de ses connexions avec Eshel, dont il fait même un schema qu'elle conserve après l'avoir écouté attentivement.
Trois ans plus tard Eshel, devenu premier ministre d'Israel, se rend de nouveau à New York pour signer un traité de paix avec ses voisins, et présente publiquement Norman à de nombreux personnages puissants, ce qui permet à Norman de prendre une nouvelle stature comme agent d'influence.
Le rabbin Blumenthal de la synagogue de Norman lui demande de l'aide pour recueillir des fonds. Norman organise alors un échange compliqué, où Blumenthal accepte de marrier un juif (influent à l'université de Harvard) à une non-juive dans sa synagogue en échange de l'acceptation du fils de Eshel dans cette université, après quoi Eshel rendra service à un homme d'affaires, Jo Wilf, qui donnera les fonds demandés à la Synagogue.
Mais avant la concrétisation Eshel est pris dans un scandale, l'enquête étant menée par Green. Norman veut la rencontrer, ce que les assistants de Eshel lui interdisent, puis, ne lui faisant pas confiance pour la fermer, lui indiquent que tout lien avec Eshel sera nié et qu'il sera présenté comme un mythomane. Eshel lui-même l'appelle pour lui indiquer qu'il est désolé mais que les affaires d’État, et surtout le traité de paix, sont plus importants, et qu'il doit sacrifier Norman, ce que ce dernier comprend et accepte.
Norman rencontre Jo Wilf, et lui donne des informations valant des milliards sur un gazoduc israelo-turc. Le mariage mixte peut avoir lieu, le fils Eshel est admis à Harvard, la synagogue reçoit l'argent promis, la carrière politique de Eshel n'est pas brisée et le traité de paix prévu est bien signé. Norman ne peut témoigner car il se suicide avec un paquet de cacahuètes auxquels il est allergique.

## Fiche technique
- Titre original : Norman, The Moderate Rise and Tragic Fall of a New York Fixer
- Titre français : Norman
- Réalisation : Joseph Cedar
- Scénario : Joseph Cedar
- Photographie : Yaron Scharf
- Montage : Brian A. Kates
- Musique : Jun Miyake
- Production : Miranda Bailey, Lawrence Inglee, David Mandil, Oren Moverman, Eyal Rimmon et Gideon Tadmor
- Sociétés de production :  Blackbird, Cold Iron Pictures, Movie Plus productions
- Société de distribution : Sony Pictures Classics
- Pays d'origine :  États-Unis,  Israël
- Langue originale : anglais
- Lieux de tournage : New York, Tel Aviv
- Format : couleur
- Genre : drame
- Durée : 118 minutes
- Dates de sortie :
  -  Israël : 9 mars 2017
  -  France : 6 avril 2017 en VOD
  -  États-Unis : 14 avril 2017

## Distribution
- Richard Gere (VF : Richard Darbois) : Norman Oppenheimer
- Lior Ashkenazi : Micha Eshel
- Michael Sheen (VF : Stéphane Ronchewski) : Philip Cohen
- Steve Buscemi : Rabbi Blumenthal
- Josh Charles : Taub
- Charlotte Gainsbourg : Alex Green
- Ann Dowd : Carol Raskin
- Dan Stevens : Bill Kavish
- Hank Azaria : Srul Katz
- Isaach De Bankolé : Jacques